# كيفن داي
كيفن داي (بالإنجليزية: Kevin Day)‏ هو كوميدي ارتجالي بريطاني، ولد في 1965.

## روابط خارجية
- كيفن داي على موقع IMDb (الإنجليزية)
- كيفن داي على موقع قاعدة بيانات الفيلم (الإنجليزية)